# Beacon Pines
Beacon Pines es un videojuego narrativo independiente de aventuras desarrollado por Hiding Spot Games y publicado por Fellow Traveller en 2022. El juego se lanzó el 22 de septiembre de 2022 para Microsoft Windows, Nintendo Switch y Xbox One (a través de Game Pass ).  
Se trata de un juego de exploración que sigue la estética de un libro de cuentos para niños, narrado por Kirsten Mize. La historia sigue a Luka, un niño que, con la ayuda de sus amigos Rolo y Beck, investiga unos sucesos misteriosos en su pueblo natal, Beacon Pines.

## Jugabilidad
Beacon Pines es un videojuego narrativo en el que el objetivo es encontrar un final feliz para la historia. En el proceso, el jugador llegará a "Puntos de inflexión", momentos de la historia donde sus acciones cambiarán el desarrollo de la trama. Las opciones están limitadas por la cantidad de palabras, llamadas "Amuletos" ("Charms"), que el jugador haya encontrado. Se anima al jugador a explorar las distintas posibles ramificaciones de la línea temporal para obtener diferentes amuletos que le permitan avanzar en la historia. 

## Trama
Luka VanHorn es un niño-ciervo de 12 años que vive con su abuela en Beacon Pines después de que su padre falleciera cuando él tenía seis años y de que su madre desapareciera misteriosamente. Pasa el rato con su mejor amigo, un ligre llamado Rolo Cotter. Mientras esperan el próximo Festival de la Cosecha que se celebrará en el pueblo, los dos amigos se topan con una serie de acontecimientos extraños que tienen lugar en un almacén abandonado en el bosque cerca de su casa-árbol. Con la ayuda de Beck Moedwil, una chica que acaba de mudarse, los niños buscarán resolver los misterios que esconde su pueblo.
Beacon Pines es un pequeño pueblo conocido por su actividad agrícola y su empresa de fertilizante, "Valentine's Fertilizer", propiedad de la familia Valentine. Durante la época dorada del pueblo, la familia Valentine inventó un fertilizante milagroso que garantizaba cosechas abundantes de rápido crecimiento. Sin embargo, seis años antes del comienzo de la historia, Sharper Valentine, el patriarca de la familia, falleció. Fue entonces cuando un evento llamado "La mala cosecha" asoló Beacon Pines. Fue una temporada particularmente desastrosa en la que todos los cultivos de la zona murieron sin motivo aparente. Durante los años siguientes y pese al empleo de fertilizantes, las cosechas siguieron siendo decepcionantes, lo que dio lugar a una recesión económica. Los habitantes culparon a la familia Valentine de sus desgracias y la fábrica de fertilizante terminó por cerrar, lo que aceleró aún más la recesión. Con el tiempo, una nueva empresa, "Perennial Harvest", llegó al pueblo. Perennial Harvest realojó a sus habitantes durante una semana para llevar a cabo tareas de "descontaminación" antes de devolverlos a sus casas. 
Con el tiempo, Luka y sus amigos descubren que el pueblo en el que viven no es el verdadero Beacon Pines, sino una reproducción perfecta creada por Perennial Harvest, mientras que el auténtico se encuentra atrapado en un invierno permanente no muy lejos de allí. La causa de este invierno permanente es "La Fuente", un yacimiento subterráneo de una sustancia misteriosa bautizada como Tempus Liquamine, que la empresa de los Valentine había utilizado para elaborar su famoso fertilizante. El Tempus Liquamine es capaz de alterar los efectos del paso del tiempo en los seres vivos y provocar una aceleración del crecimiento y el envejecimiento. No obstante, para ello necesita absorber el calor del entorno, a menudo de con consecuencias impredecibles. La sobreutilización de este fertilizante fue la causa de "La mala cosecha". Posteriormente, Perennial Harvest trasladó Beacon Pines a su nueva ubicación para evitar su inminente congelación. Antes de "La mala cosecha", el padre de Luka, un médico, había detectado el comienzo de una epidemia al observar que los granjeros de Beacon Pines mostraban una serie de síntomas comunes relacionados con el envejecimiento acelerado provocado por el fertilizante. El doctor VanHorn murió en extrañas circunstancias, presuntamente a manos de Sharper Valentine, mientras investigaba la causa de la epidemia. La madre de Luka, Eleanor, continuó investigando su muerte. Sin embargo,  unos pocos meses antes del comienzo de la historia, envejeció varias décadas de golpe tras quedar expuesta a La Fuente mientras investigaba el viejo almacén de los Valentine. No tuvo más elección que volver al pueblo fingiendo ser la abuela de Luka para continuar su investigación y trazar un plan para destruir La Fuente con explosivos, ya que consideraba que era una amenaza para toda su familia y el resto de la comunidad.

La trama culmina en la celebración del Festival de la Cosecha, donde tienen lugar los distintos posibles finales del juego. Varios de ellos terminan con la congelación instantánea del pueblo después de que Eleanor lograse detonar La Fuente. En el penúltimo final, Eleanor desiste de sus planes para destruir La Fuente y Sharper Valentine revela que nunca murió, sino que había descubierto cómo utilizar La Fuente para revertir el envejecimiento. Su primer intento de utilizarla para este fin terminó convirtiéndolo en un niño. Por ello, fingió su muerte y adoptó el nombre de Solomon sin que ni siquiera sus propios hijos lo supieran. Sus hijos adoptaron a Solomon, siguiendo las instrucciones del testamento de su padre. Desde aquel momento, Sharper había estado organizando eventos y priorizando la investigación que le permitiese recuperar su cuerpo adulto. Es entonces cuando se revela que es el verdadero propietario de Perennial Harvest. Sharper anuncia que finalmente ha alcanzado la inmortalidad y que gobernará Beacon Pines para siempre. Entonces, bebe la poción de envejecimiento perfeccionada que le devuelve a su forma de adulto. Pero en el final verdadero, Beck añade su moneda de la suerte a la poción de Sharper para alterarla. Esto provoca que Sharper termine convertido en un bebé. Ahora, una vez que Sharper ha perdido su memoria y su influencia, sus hijos vuelven a adoptarlo como "Solomon" y comienzan a trabajar junto al resto del pueblo para recuperar su entorno y su economía sin necesidad de depender de La Fuente.

## Recepción
Beacon Pines recibió críticas "generalmente positivas", según el agregador de reseñas Metacritic .   